# Primo y Feliciano
San Feliciano y san Primo son dos hermanos mártires cristianos que fueron decapitados en Normento. 
Fueron hermanos que sufrieron martirio hacia el año 297 durante la persecución de Diocleciano. El Martirologio romano (ed. G. B. de Rossi-L. Duchesne, 77) señala el día 9 de junio los nombres de Primo y Feliciano que fueron enterrados en el mojón número 14 de la Vía Nomentana (cerca de Normento, ahora Mentana). Ambos eran originarios de Normento. Esta noticia procede del catálogo de mártires romanos del siglo XIV d. C..
Debido a que uno de los hermanos se llamaba Primo, el día 9 de junio es celebrado el Día del primo en Argentina, Colombia, Ecuador y otros países de Latinoamérica.

## Enterramiento

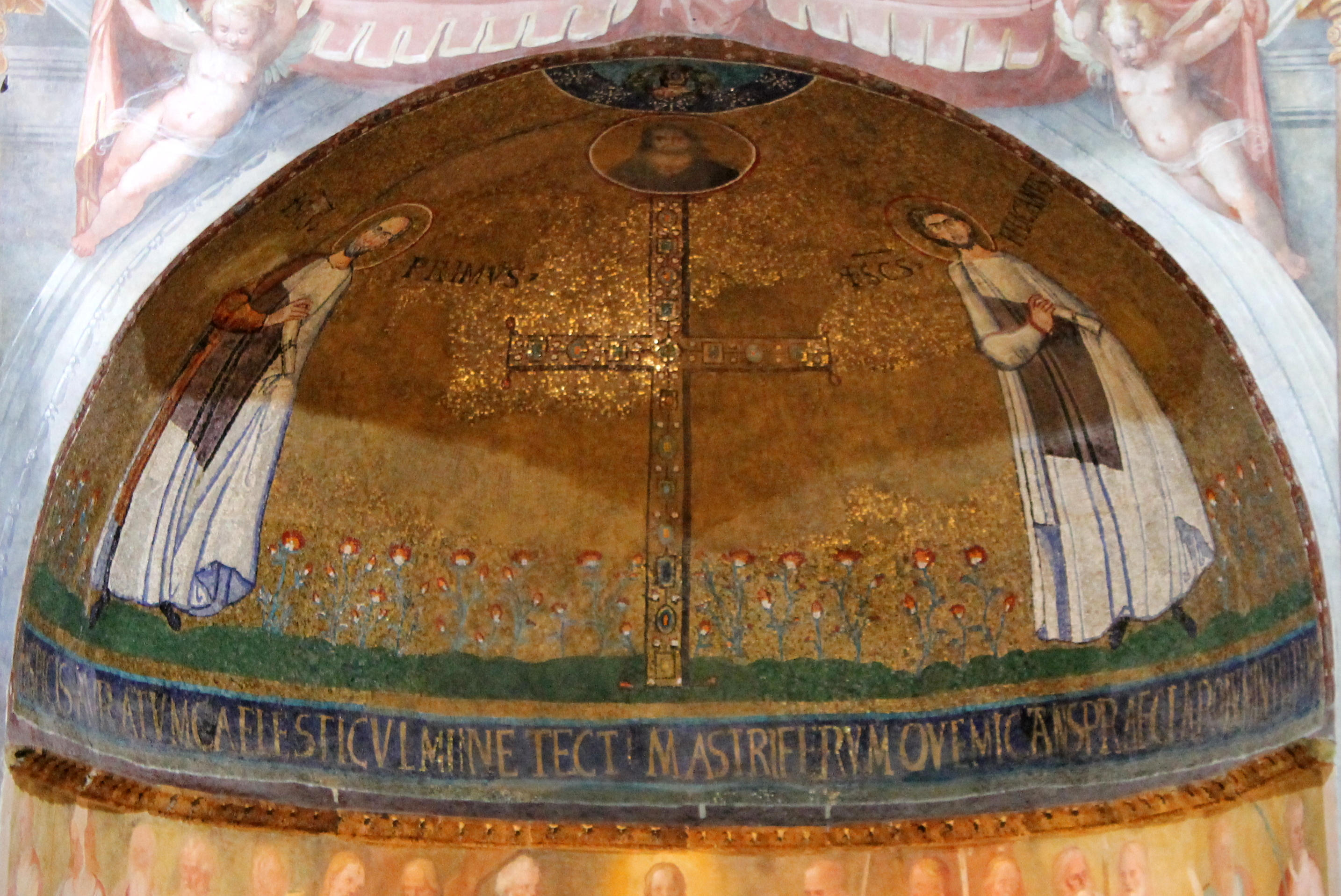
Imagen que muestra a Primo y Feliciano.

Parecen ser los primeros mártires registrados por haber sido enterrados de nuevo dentro de las murallas de Roma. En el 648 el papa Teodoro I trasladó los huesos de los dos santos (junto con los restos de su padre) a la iglesia de Santo Stefano Rotondo, bajo un altar erigido en su honor (Liber Pontificalis, I, 332), en donde continúan. La Capilla de los Santos Primo y Feliciano construida por el papa Teodoro I contiene mosaicos del siglo VII d. C.. Un mosaico muestra a los mártires junto a una cruz enjoyada. En la ciudad de Cabra (Córdoba) se venera en una capilla lateral de la iglesia de Santo Domingo de Guzmán una imagen de cera con su figura que en su interior contiene las reliquias del santo mártir y un vaso que contiene su sangre siendo objeto de gran veneración entre los feligreses.
Otras representaciones de los santos pueden encontrarse en Venecia en la Basílica de San Marcos (s. XIII d. C.), y en la capilla palatina de Palermo, Sicilia (s. XII d. C.).